# Narodowa Biblioteka Elektroniczna
Narodowa Biblioteka Elektroniczna (ros. Национальная электронная библиотека Nacyonalnaja elektronnaja bibliotieka) – rosyjski projekt, który ma zapewnić czytelnikom bezpłatny dostęp do zbiorów kluczowych rosyjskich bibliotek za pośrednictwem zintegrowanego portalu i systemu wyszukiwania.

## Historia
Propozycję utworzenia biblioteki w 2003 roku złożyła do Ministerstwa Kultury Federacji Rosyjskiej Rosyjska Biblioteka Państwowa w Moskwie. W lutym 2014 roku zostały zmienione dotychczas obowiązujące przepisy. Biblioteki otrzymały między innymi prawo digitalizacji także literatury naukowej i edukacyjnej opublikowanej na terenie Rosji, jeśli nie została ona wznowiona przez 10 lat od daty wydania. Cyfrowa forma publikacji miała być dostępna w Narodowej Bibliotece Elektronicznej. Przygotowanie strony internetowej powierzono firmie Ełar (ЭЛАР).
Obowiązki operatora projektu 28 października 2014 roku Ministerstwo Kultury Federacji Rosyjskiej powierzyło Rosyjskiej Bibliotece Państwowej. Jako operator biblioteka ma obowiązek zbierania, archiwizowania, opisywania dokumentów elektronicznych i przygotowania ich do publicznego użytku.
Portal został uroczyście otwarty 13 stycznia 2015. Znalazły się w nim zasoby sześciu bibliotek federalnych i 27 bibliotek regionalnych. Wtedy też planowano, że w 2015 roku do projektu będzie mogło przystąpić około 1000 bibliotek, w tym także szkolne. W 2019 roku rząd Rosji dekretem nr 169 z  20 lutego 2019 roku podjął decyzję, że wszystkie kopie elektroniczne rosyjskich publikacji dostarczane w ramach egzemplarza obowiązkowego zostaną włączone do NEB.

## Zbiory
W momencie otwarcia w 2015 roku czytelnicy mieli możliwość korzystania z 1 672 000 zdigitalizowanych publikacji. Zbiory, które nie podlegały ochronie prawa autorskiego zostały udostępnione wszystkim użytkownikom. Pozostałe wydawnictwa są dostępne w czytelniach bibliotek, które przystąpiły do projektu.
Rosyjska Biblioteka Państwowa co miesiąc publikuje listy książek, które zostaną zdigitalizowane. Każdy czytelnik może poprzez formularz złożyć zapotrzebowanie na digitalizację wybranej książki. W 2019 roku NEB udostępniał ponad 4 miliony egzemplarzy, a dostęp do zbiorów zapewniało ponad 4 tysiące bibliotek, w ponad 8 tysiącach czytelni. Równocześnie Ministerstwo Kultury zaplanowało, że do końca 2024 roku zostanie zdigitalizowanych 48 tysięcy cennych, zabytkowych zbiorów książkowych.  